# Aegidienstraße (Lübeck)

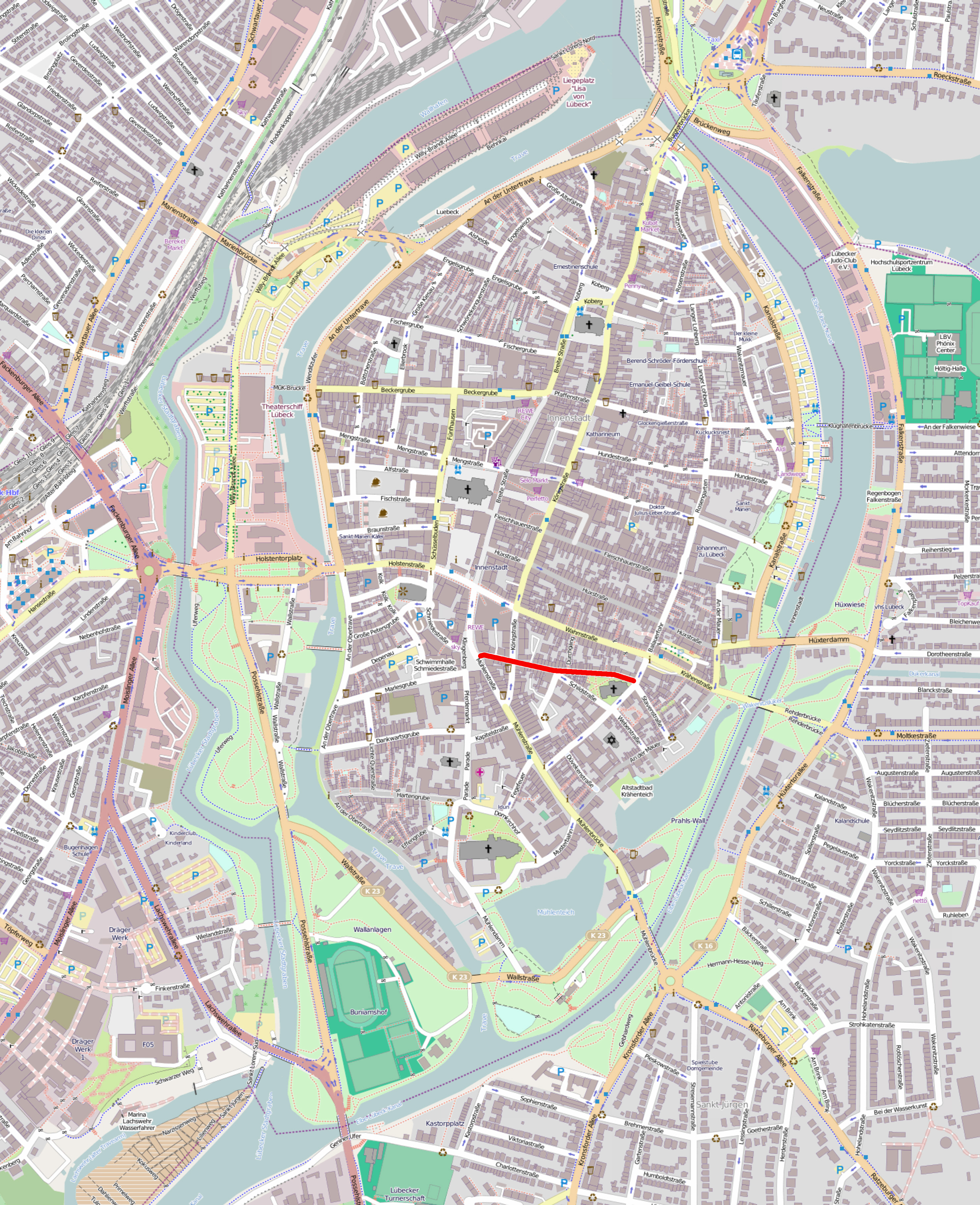
Die Lage der Aegidienstraße, rot markiert

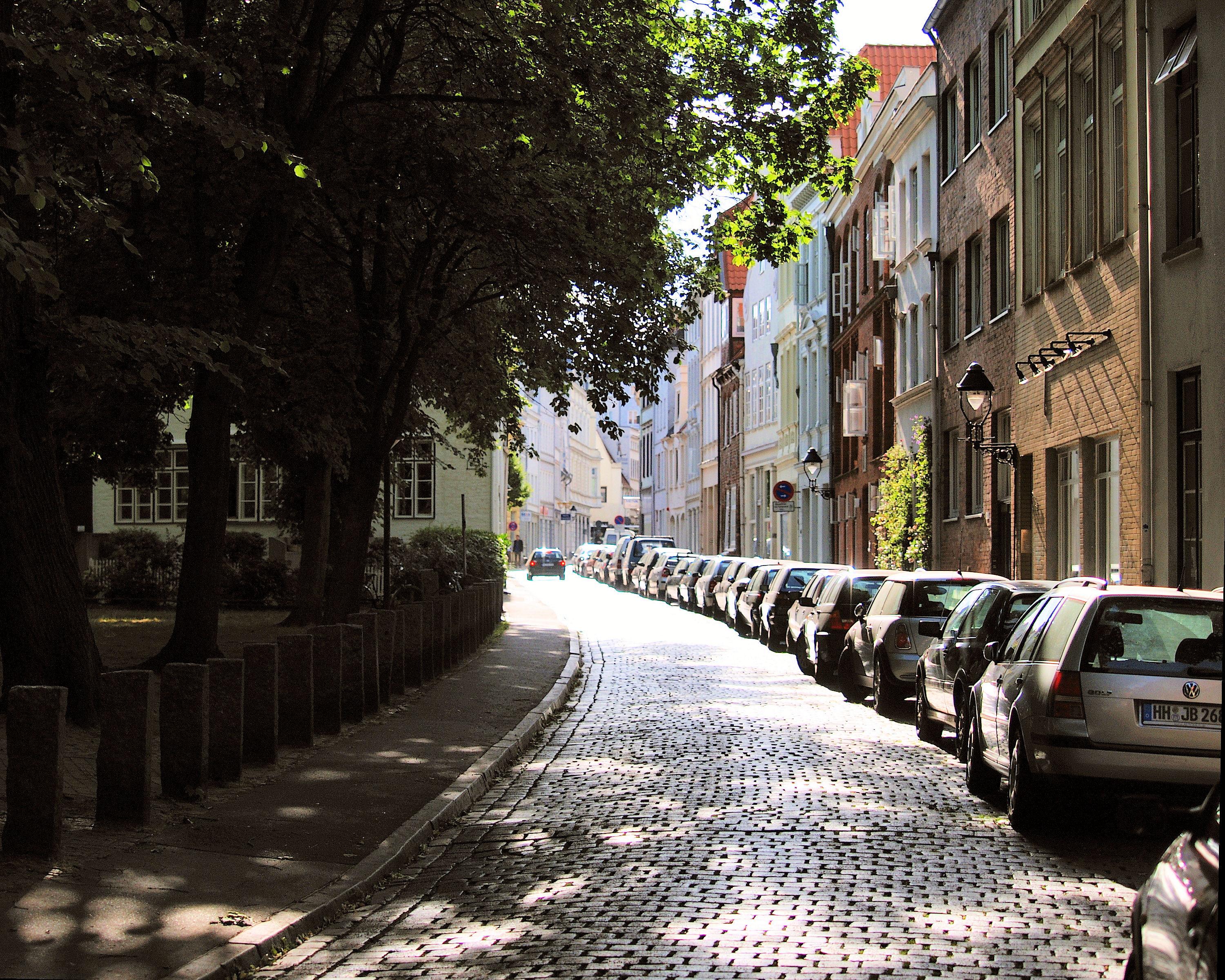
Die Aegidienstraße, gesehen von der St. Aegidien-Kirche

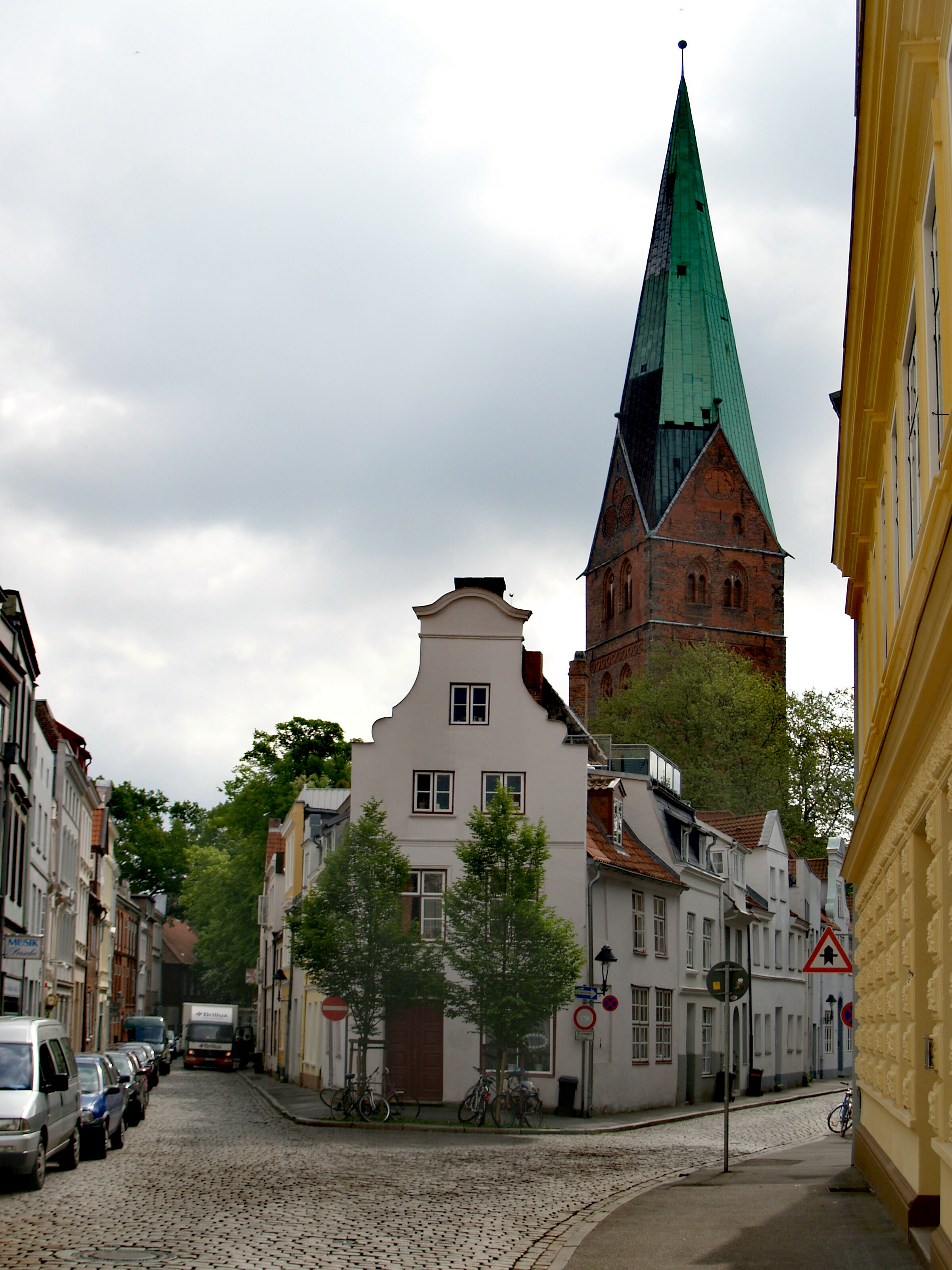
Die Aegidienstraße beim Abzweig der Schildstraße (rechts); im Vordergrund das Haus Aegidienstraße 24, im Hintergrund der Turm der St. Aegidien-Kirche

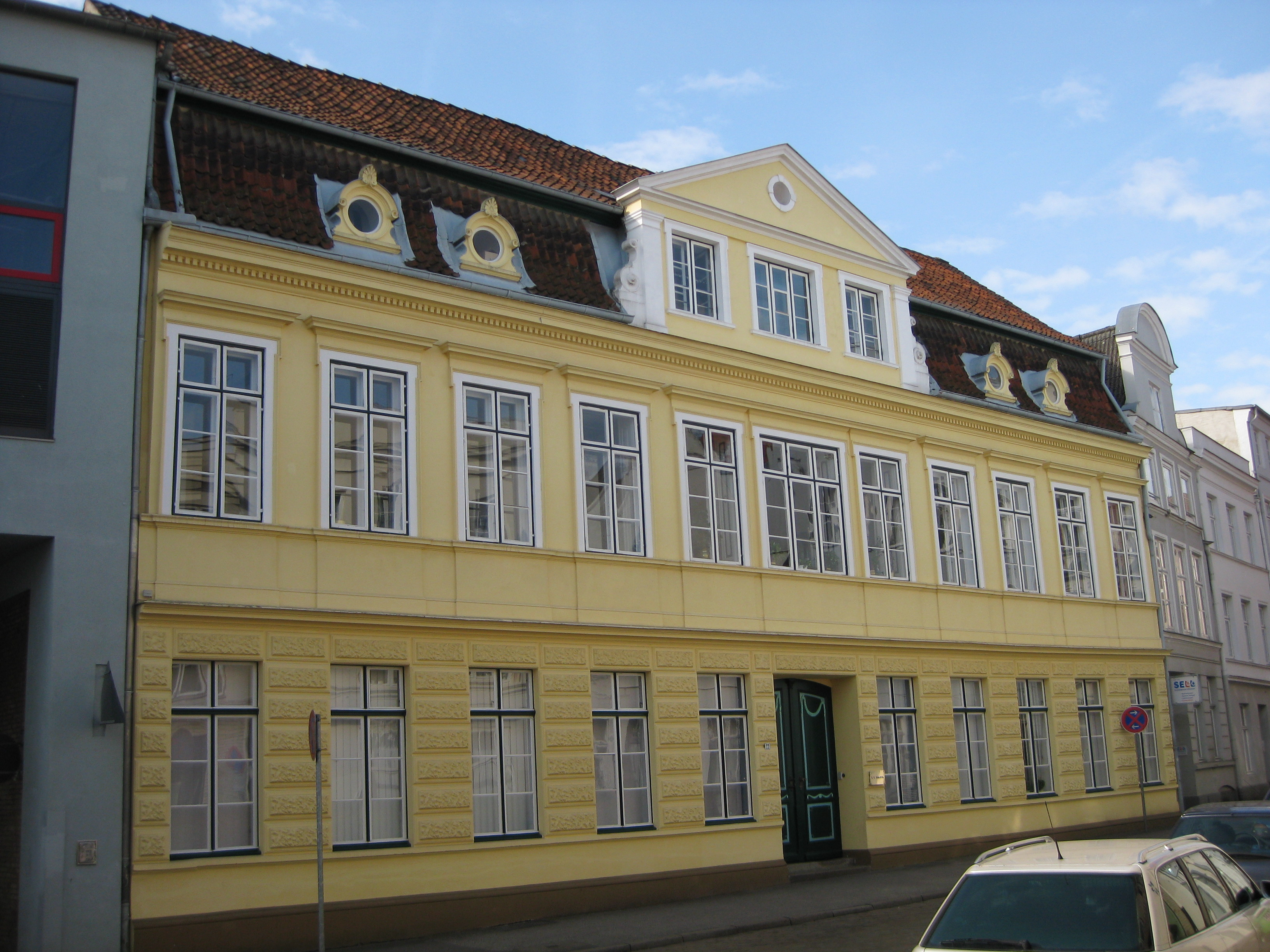
Der Geverdeshof, Aegidienstraße 22

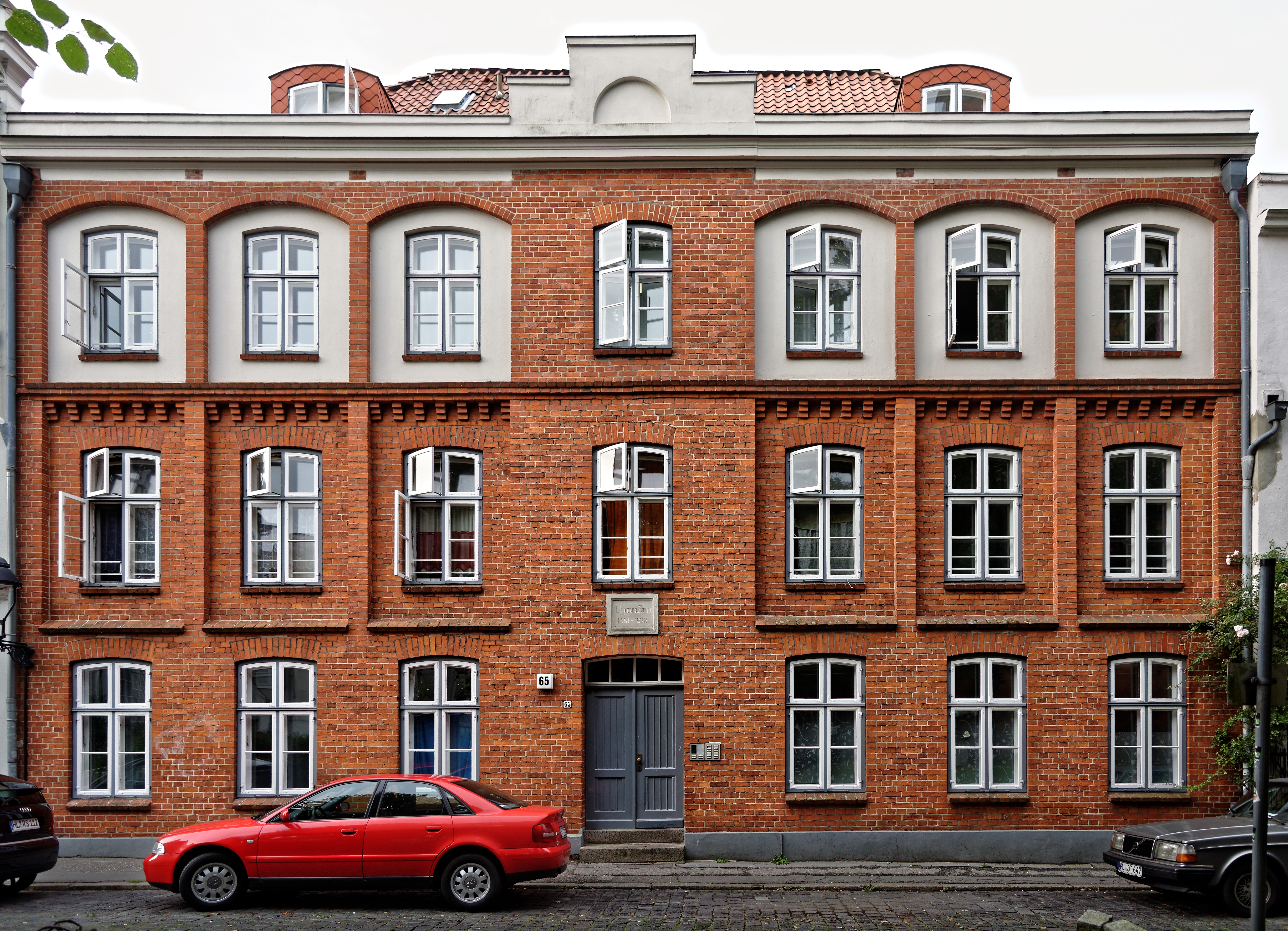
Aegidienstraße 65

Die Aegidienstraße ist eine Straße in der Lübecker Altstadt.

## Lage
Die Aegidienstraße befindet sich im südöstlichen Teil der Altstadtinsel der Hansestadt Lübeck (Johannis Quartier) und verläuft in West-Ost-Richtung. Sie beginnt am Klingenberg und endet an der Nordseite der St. Aegidien-Kirche beim Zusammentreffen mit Balauerfohr, Stavenstraße und St.-Annen-Straße. Sie begrenzt den Aegidienkirchhof.

## Geschichte
Die Aegidienstraße ist im Jahr 1286 erstmals als „Platea Sancti Egidii“ urkundlich belegt. In den folgenden Jahrhunderten weist die Schreibweise des Straßennamens in den erhaltenen Dokumenten erhebliche Schwankungen auf:
- 1438: „St. Illienstrate“
- 1460: „St. Illigenstrate“ und „St. Ilgenstrate“
- 1666: „Eydienstrate“ und „Ottilienstraße“

Seit 1852 ist „Aegidienstraße“ die amtlich festgelegte Schreibweise. Allerdings war noch 1909 „Tilgenstrate“ eine allgemein verbreitete alternative Bezeichnung.
Alle Varianten leiten sich von der St. Aegidien-Kirche ab, die nach dem heiligen Ägidius benannt ist und ähnlich wie die zu ihr führende Straße im Laufe der Jahrhunderte mit sehr unterschiedlichen und teils kaum wiedererkennbaren Variationen ihres Namens belegt wurde.
Die nach Süden abzweigende heutige Schildstraße galt bis ins späte 19. Jahrhundert als Teil der Aegidienstraße und wurde mit dem Zusatz „up dem Ruggen“ bezeichnet, während der nördliche Arm mit der Zusatzbenennung „tegen den Scheren“ belegt war. Erst 1884 wurde der südliche Abzweig zur „Schildstraße“.

## Bauwerke
- Aegidienstraße 18, auf das 14. Jahrhundert zurückgehendes klassizistisches Haus von 1875
- Aegidienstraße 20, auf das 14. Jahrhundert zurückgehendes klassizistisches Haus von 1803
- Aegidienstraße 22, der Geverdeshof, barockes Stadtpalais von 1779, heute Sitz der Firma Hahn
- Aegidienstraße 24, auf das 14. Jahrhundert zurückgehendes barockes Haus des 18. Jahrhunderts an der Gabelung zur Schildstraße
- Aegidienstraße 35, auf das 13. Jahrhundert zurückgehendes frühklassizistisches Haus des späten 18. Jahrhunderts
- Aegidienstraße 55–57, Renaissance-Haus vermutlich aus dem 17. Jahrhundert
- Aegidienstraße 59, barockes Haus von 1754
- Aegidienstraße 65, auf das frühe 17. Jahrhundert zurückgehendes ehemaliges Armenhaus gestiftet von dem Bürgermeister Heinrich Köhler und nach ihm Kölerstift benannt, 1872 straßenseitig im Stil des Eklektizismus neu errichtet
- Aegidienstraße 67, auf das 14. Jahrhundert zurückgehendes klassizistisches Haus des frühen 19. Jahrhunderts
- Aegidienstraße 75, auf das 14. Jahrhundert zurückgehendes klassizistisches Haus von 1831
- Aegidienstraße 77, klassizistisches Backstein-Pastorenhaus von St. Aegidien, erbaut 1826–1828

- - siehe auch Liste abgegangener Lübecker Bauwerke#Aegidienstraße für nicht mehr vorhandene Bauwerke.

## Gänge und Höfe
Von der Aegidienstraße gehen oder gingen folgende Lübecker Gänge und Höfe ab (nach Hausnummern):
- 25: Carstens Armengang
- 47: Durchgang (zur Wahmstraße)
- 65: Köhlers Armenhaus
- 69/71: Rosenbergs Gang
- 75: Henks Gang (1875 abgegangen beim Umbau des Vorderhauses)